# John Clough
John Clough ist ein ehemaliger US-amerikanischer Skirennfahrer, der in einem Weltcup-Slalom in die Punkteränge kam.

## Karriere
Clough gewann die Abfahrt, den Riesenslalom und den Slalom der National-Collegiate-Athletic-Association-Ski-Meisterschaften 1964.
Im Weltcup kam Clough ein Mal in die Punkteränge, mit dem achten Platz im Slalom vom 26. März 1967 in Jackson Hole, dort hatte er 5,75 Sekunden Rückstand auf den Österreicher Herbert Huber. Der beste US-Amerikaner in diesem Rennen war Vladimir Sabich auf Platz sechs und Dennis McCoy lag mit 6,02 Sekunden Rückstand gleich hinter Clough.

## Erfolge

### Weltcupwertungen
| Saison | Gesamt | Gesamt | Abfahrt | Abfahrt | Riesenslalom | Riesenslalom | Slalom | Slalom |
| Saison | Platz  | Punkte | Platz   | Punkte  | Platz        | Punkte       | Platz  | Punkte |
| ------ | ------ | ------ | ------- | ------- | ------------ | ------------ | ------ | ------ |
| 1967   | 36.    | 3      |         |         |              |              | 23.    | 3      |